# جون نان
جون دينيس مارتن نان (بالإنجليزية: John Nunn)‏ (ولد في 25 أفريل 1955 بلندن) وهو أستاذ كبير إنجليزي وبطل العالم ثلاث مرات في حل مسائل الشطرنج وكاتب شطرنج وناشر، وعالم رياضياتي وأحد أقوى اللاعبين البريطانيين وقد بلغ في وقت ما قائمة أفضل المصنفين العشرة في العالم.

## روابط خارجية
- جون نان على موقع الاتحاد الدولي للشطرنج (الإنجليزية)
- جون نان على موقع مباريات الشطرنج (الإنجليزية)
- جون نان على موقع 365Chess.com (الإنجليزية)
- جون نان على موقع Chesstempo.com (الإنجليزية)
- جون نان سجل أولمبياد الشطرنج على موقع OlimpBase.org (الإنجليزية)